# Вондрухов, Вальтер Степанович
Вальтер Степанович Вондрухов (27 ноября 1937, Малое Переходное, Ленинградская область — 8 сентября 2010, Тосно, Ленинградская область) — советский хозяйственный, государственный и политический деятель, Герой Социалистического Труда.

## Биография
Родился в 1937 году в деревне Малое Переходное. Член КПСС с 1965 года.
С 1952 года — на хозяйственной, общественной и политической работе. В 1952—1997 гг. — рабочий на Любанском деревообрабатывающем комбинате, шофёр в составе Группы советских войск в Германии, водитель в Невской автоколонне автопарка № 2 Ленинградского городского треста очистки, бригадир комплексной бригады водителей автомобилей управления «Спецтранс» Министерства жилищно-коммунального хозяйства РСФСР в городе Ленинграде.
Лауреат Государственной премии СССР (1983).
Указом Президиума Верховного Совета СССР от 14 августа 1986 года присвоено звание Героя Социалистического Труда с вручением ордена Ленина и золотой медали «Серп и Молот».
Делегат XXVII съезда КПСС.
Умер в Тосно в 2010 году.